# Stegolophodon
Stegolophodon (лат.) — род вымерших млекопитающих из отряда хоботных. Они известны с миоцена по плиоцен (15,97—3,6 млн лет назад). Возможно, от них произошёл род стегодоны (Stegodon). Окаменелости были в основном найдены в Азии, но есть также сообщения о находках в Африке.

## Классификация
Известны 5 вымерших видов Stegolophodon:
- Stegolophodon latidens (Clift, 1828) typus
- Stegolophodon praelatidens Koenigswald, 1959
- Stegolophodon progressus Osborn, 1929
- Stegolophodon stegodontoides Pilgrim, 1913
- Stegolophodon cautleyi (Lydekker, 1886)